# Bounce★up
「Bounce★up」（バウンス・アップ）は、SM☆SHの4枚目のシングル。

## 解説
- アルバム「AIR SM☆SH 1」先行シングル及び毎日放送制作・TBS系「ジャパーン47ch」エンディング・テーマ。
- 初回盤AはDVD付き、初回盤Bはカレンダー付き。通常版はトレーディングカード封入で、インストは収録されていない。
- 初のオリコンチャート10位入りを果たした[1]。

## 批評
CDジャーナルは「歌い出し冒頭から全力で畳み掛けてくるサビにグッと引き寄せられる。他の男性韓流アイドルに比べて歌唱も日本語発音もおぼつかないが、いなたさと曲調がアイドル像とマッチしている」と評した。

## 収録曲

### CD
1. Bounce★up
作詞：伊東大和　作曲：川本宗孝・伊東大和(Rap部のみ)　編曲：伊東大和
2. Chance
作詞：三枝幸子・小澤正澄　作曲・編曲：小澤正澄
3. Bounce★up (inst.) - 初回盤のみ
4. Chance (inst.) - 初回盤のみ

### DVD
1. Bounce★up
2. Bounce★up (Making)